# Carpiquet
Carpiquet ist eine französische Gemeinde mit 3.266 Einwohnern (Stand: 1. Januar 2022) im Département Calvados in der Region Normandie. Die Gemeinde gehört zum Arrondissement Caen und zum Kanton Caen-2. Die Einwohner nennen sich Carpions.

## Geographie
Carpiquet liegt als banlieue etwa vier Kilometer westlich von Caen. Umgeben wird Carpiquet von den Nachbargemeinden Rots im Norden und Westen, Saint-Germain-la-Blanche-Herbe im Nordosten, Caen im Osten, Bretteville-sur-Odon im Süden und Südosten, Verson im Süden und Südwesten sowie Saint-Marvieu-Norrey im Westen und Südwesten.
In der Gemeinde liegt der Flughafen Caen-Carpiquet. Der Bahnhof wird von Zügen auf der Bahnstrecke Mantes-la-Jolie–Cherbourg bedient. Am nördlichen Rand der Gemeinde führt die Route nationale 13 entlang.

## Geschichte
Im Zweiten Weltkrieg betrieb die 12. SS-Panzerdivision „Hitlerjugend“ in Carpiquet einen Flugplatz. Der Ort wurde im Juli 1944 von kanadischen Truppen befreit.

## Bevölkerungsentwicklung
| 1962 | 1968 | 1975 | 1982 | 1990 | 1999 | 2006 | 2012 |
| ---- | ---- | ---- | ---- | ---- | ---- | ---- | ---- |
| 1129 | 1315 | 1207 | 1650 | 1519 | 1861 | 2013 | 2387 |

## Sehenswürdigkeiten

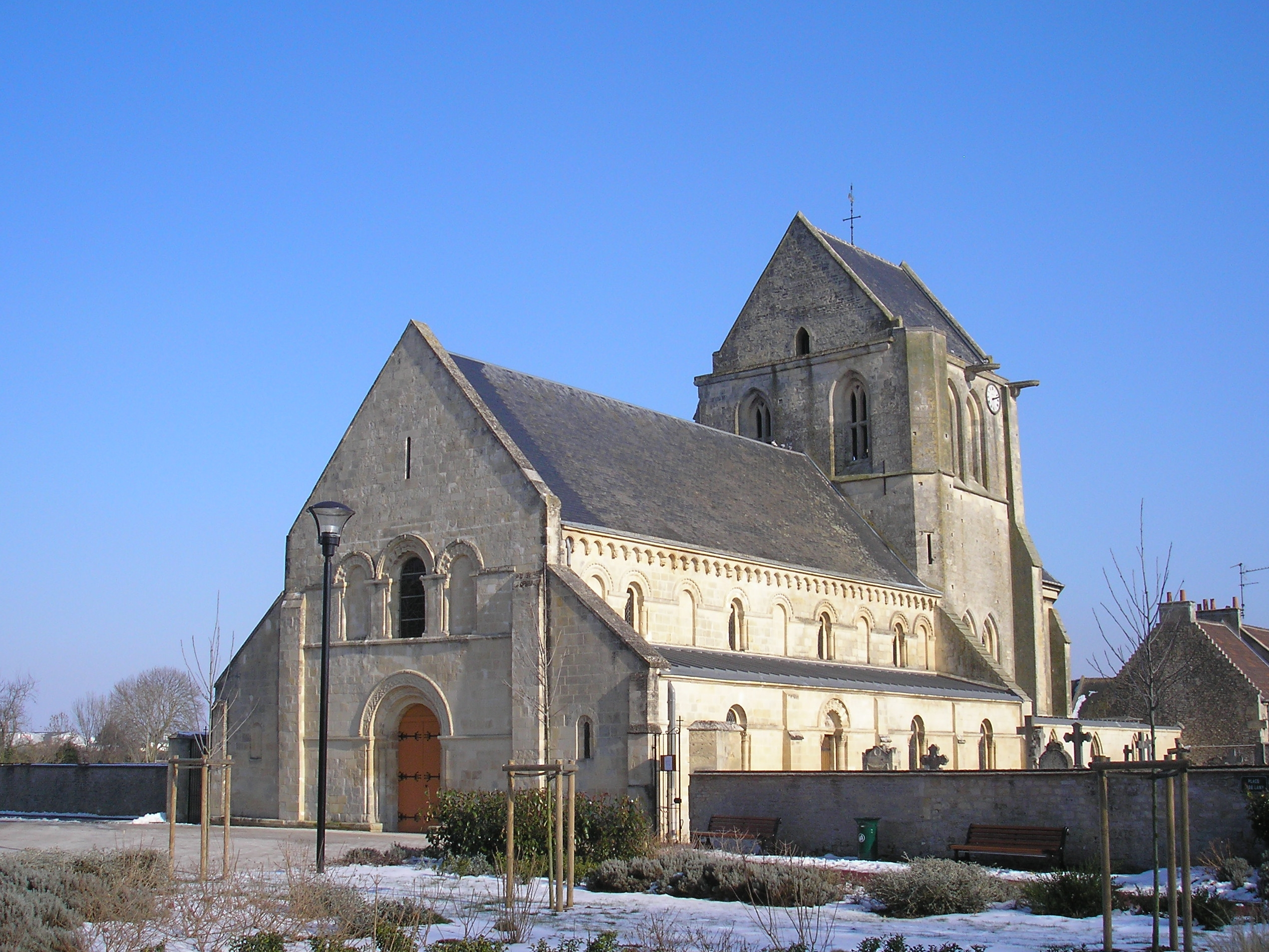
Kirche Saint-Martin

- Kirche Saint-Martin aus dem 12. Jahrhundert, Umbauten aus dem 14. Jahrhundert,
- Reste der früheren Domäne des Klosters Notre-Dame von Caen

## Gemeindepartnerschaften
Mit der britischen Gemeinde North Baddesley in Hampshire (England) besteht seit 1993 eine Partnerschaft.